# イザベル・マーシャル
イザベル・マーシャル（Isabel Marshal, 1200年10月9日 - 1240年1月17日）は、第4代ハートフォード伯兼第5代グロスター伯ギルバート・ド・クレアおよびコーンウォール伯リチャード・プランタジネットの妃。最初の夫との間の娘イザベルを通して、スコットランド王ロバート・ブルースの曾祖母にあたる。

## 家族
イザベルは、マーシャル家の初代ペンブルック伯ウィリアム・マーシャルとイザベル・ド・クレアの第7子、次女としてペンブルック城で生まれた。4人の姉妹と5人の兄弟がおり、兄弟は第2、3、4、5、6代ペンブルック伯となった。兄弟はいずれも嫡子を残さずに亡くなったため、爵位は兄弟間で次々と継承された。最後のマーシャル家のペンブルック伯であった兄アンセルは嫡子を残さずに亡くなったため、爵位はイザベルの妹ジョーンの子孫に継承された。イザベルの姉妹はそれぞれノーフォーク伯、サリー伯、ダービー伯、アバーガヴェニー卿、スワンスコンブ卿と結婚した。

## 最初の結婚
イザベルは17歳の誕生日に、テュークスベリー修道院において20歳年上の第4代ハートフォード伯兼第5代グロスター伯ギルバート・ド・クレアと結婚した。年齢差にもかかわらず、この結婚生活は非常に幸せで、夫婦には6子が生まれた。
- アグネス（1218年生）
- アミース（1220年 - 1287年） - 第6代デヴォン伯ボールドウィン・ド・レッドバーズと結婚
- リチャード（1222年 - 1262年） - 第5代ハートフォード伯、第6代グロスター伯
- イザベル（1226年 - 1264年）- 第5代アナンデイル領主ロバート・ド・ブルースと結婚、スコットランド王ロバート・ブルースの祖母にあたる
- ウィリアム（1228年 - 1258年）
- ギルバート（1229年生） - 聖職者

夫ギルバートは1229年にブルターニュ遠征に参加したが、1230年10月25日にペンローズに戻る途中で亡くなった。夫の遺体はプリマスとクランボーンを経由して故郷のテュークスベリーに運ばれ、修道院に埋葬された。

## 2度目の結婚

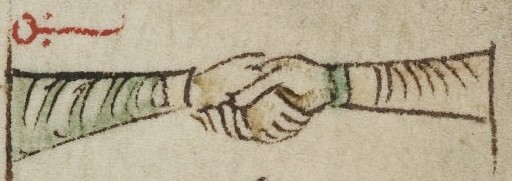
コーンウォール伯リチャードとイザベルの結婚

イザベルは30歳で未亡人となった。6子（うち3人は息子）を産んだことから、イザベルには出産能力と健康な息子を産む能力があった。これが、初代コーンウォール伯リチャードからの求婚を、夫の死後わずか5か月しか経っていないにもかかわらずイザベルがそれを受け入れた理由であるとみられる。2人は1231年3月30日にフォーリー教会で結婚したが、リチャードにとってより有利な縁談を準備していたリチャードの兄ヘンリー3世の不興を買った。イザベルとリチャードの仲は良好であったが、リチャードは女好きとして知られており、結婚中に愛妾がいたことで知られている。2人の間には4子が生まれたが、3人は幼くして亡くなった。
- ジョン（1232年1月31日 - 1233年9月22日） - バッキンガムシャーのマーロウで生まれ、同地で亡くなり、レディング修道院に埋葬された。
- イザベラ（1233年9月9日 - 1234年10月10日） - バッキンガムシャーのマーロウで生まれ、同地で亡くなり、レディング修道院に埋葬された。
- ヘンリー・オブ・アルメイン（1235年11月2日 - 1271年3月13日） - 従兄弟のノラ伯ギー・ド・モンフォールおよびシモン・ド・モンフォールに殺害され、ヘイルズ修道院に埋葬された。
- ニコラス（1240年1月17日） - バーカムステッド城で生まれたが、生後まもなく亡くなり、母親とともにボーリュー修道院に埋葬された。

## 死
イザベルは、1240年1月17日にバーカムステッド城で出産中に肝不全にかかり、39歳で亡くなった。
イザベルは死の際に、テュークスベリー修道院で最初の夫の隣に埋葬されることを希望したが、夫リチャードはイザベルを幼い息子とともにボーリュー修道院に埋葬させた。しかし、リチャードはイザベルの心臓を銀メッキの棺に入れ、テュークスベリーに送った。